# Comtat de l'Almina

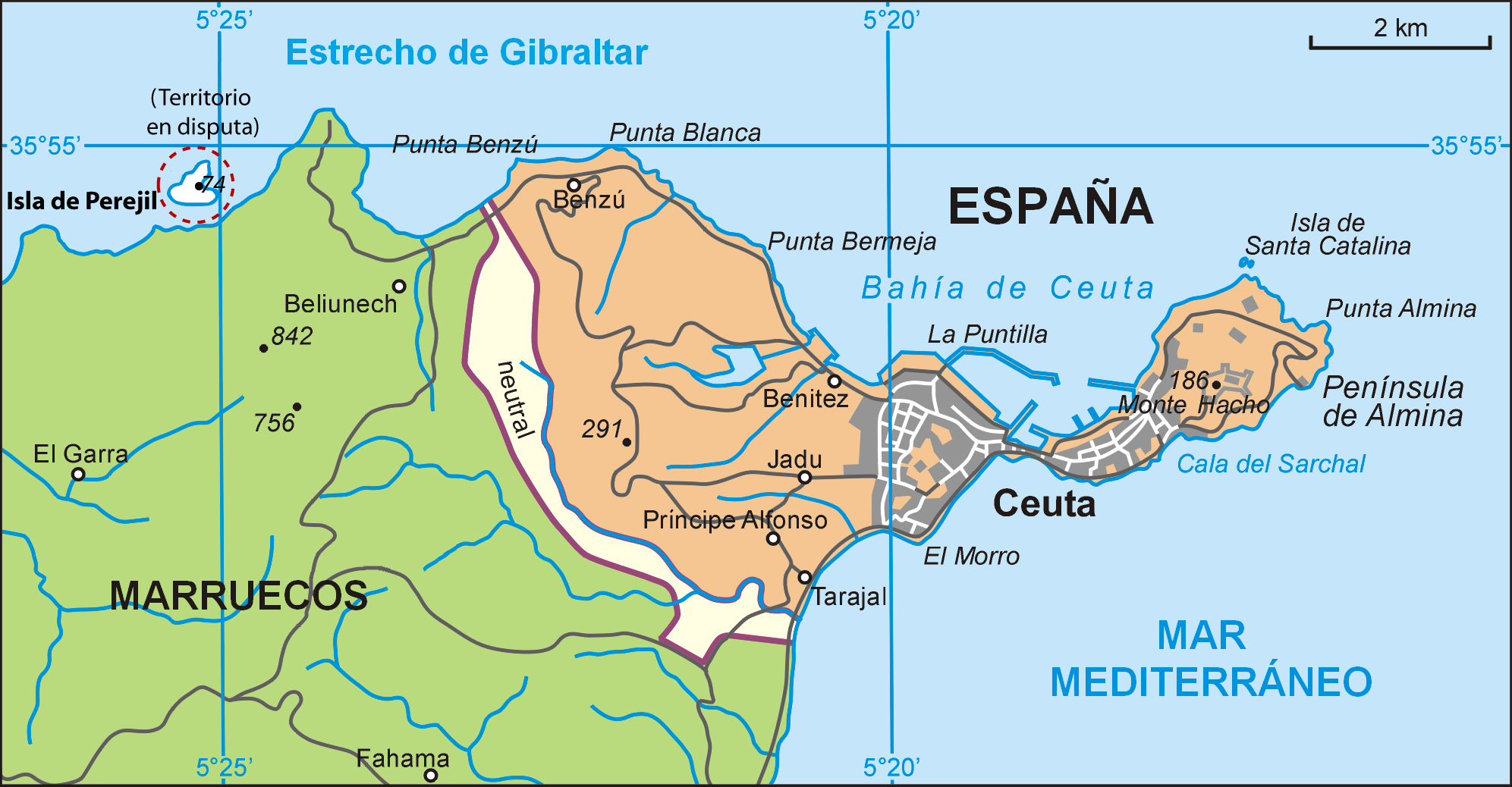
Península d'Almina, a Ceuta

El comtat de l'Almina és un títol nobiliari espanyol creat per la reina Isabel II a favor del general Antonio Ros de Olano el 17 de juliol de 1860, en record de l'acció bèl·lica que el general va dur a terme al port de Ceuta contra les tropes marroquines.
El seu nom fa referència a la península d'Almina (de l'àrab al-mina, 'el port'). Així mateix li va atorgar el marquesat de Guad-el-Jelú i el vescomtat de Ros per la batalla al costat del riu Guad-el-Jelú, prop de Ceuta, que en àrab significa 'riu dolç', avui conegut com a riu Martín.

## Comtes de l'Almina
|                       | Titular                                     | Període               |
| Creació per Isabel II | Creació per Isabel II                       | Creació per Isabel II |
| --------------------- | ------------------------------------------- | --------------------- |
| I                     | Antonio José Teodoro Ros de Olano y Perpiñá | 1860-1886             |
| II                    | María Antonia Ros de Olano y Quintana       | 1886-1915             |
| III                   | María Victoria Sangro y Ros de Olano        | 1915-1940             |
| IV                    | Carlos Taboada y Sangro                     | 1940-1972             |
| V                     | Carlos Alfonso Taboada y Sangro             | 1972-1992             |
| VI                    | Carlos Taboada y Fernández de Navarrete     | 1992-actual titular   |